# Scharifia
Scharifia procumbens — вид грибів, що належить до монотипового роду Scharifia.